# Tadashi Ōishi
Pour les articles homonymes, voir Oishi.
Tadashi Ōishi (大石 直嗣, Ōishi Tadashi) est un joueur de shōgi professionnel japonais né le 16 septembre 1989 à Yao dans la préfecture d'Osaka.

## Biographie
Tadashi Ōishi est né le 16 septembre 1989 à Yao.
Il devient professionnel avec un classement de 4e dan en avril 2009 à l'âge de 19 ans, après avoir terminé deuxième du tournoi des 3e dan (octobre 2008-mars 2009) avec 13 victoires et 5 défaites.
En 2012, il remporte le 6e groupe du tournoi Ryuo et se qualifie pour le tournoi de sélection du challenger au titre de Ryuo. Il bat au premier tour le vainqueur du groupe 5, Takuya Nagase avant de perdre au deuxième tour contre le vainqueur du groupe 4, Akira Inaba.
En 2013, il reçoit le prix annuel du meilleur nouveau joueur et est promu au grade de 5e dan.
Il est classé 7e dan à partir de novembre 2017.
En 2022-2023, il remporte le 4e groupe du tournoi Ryuo et se qualifie pour le tournoi de sélection du challenger au titre de Ryuo 2023. Il perd au premier tour contre le futur vainqueur du tournoi de sélection, Takumi Ito.
Tadashi Ōishi est qualifié pour le tournoi de classement B1 du tournoi Meijin à partir de la saison 2024-2025.